# Alexandra Maria Lara
Alexandra Maria Lara, rodným jménem Alexandra Plătăreanu (* 12. listopadu 1978 Bukurešť) je německá herečka, rumunského původu. Proslavila se rolí Traudl Jungeové, osobní sekretářky Adolfa Hitlera ve filmu Pád Třetí říše, za níž byla nominována na Oscara.

## Životopis

### Mládí
Alexandra Maria Lara se narodila jako jediné dítě herce Valentina Plătăreanu (* 1935) a ženy v domácnosti Doiny. V jejích čtyřech letech se její rodina rozhodla emigrovat z Ceaușescuova Rumunska do Západního Německa.
Zpočátku měli v plánu se usadit v Kanadě, ale nakonec zůstali v Německu. Usadili se v Freiburg im Breisgau v Bádensku-Württembersku a později se přestěhovali do Berlína.
Tam v roce 1997 vystudovala francouzské gymnázium, poté v roce 2000 vystudovala obor herectví.

### Kariéra
Již v šestnácti letech se objevila v hlavních rolích, v televizních dramatech. Hrála po boku Bruno Ganze, Irène Jacobové, Rolfa Kaniese a dalších.
Její nejslavnější rolí je postava Traudl Jungeové, osobní sekretářky Adolfa Hitlera ve filmu Pád Třetí říše, za níž byla nominována na Oscara.
Vzhledem k jejímu přesvědčivému výkonu ji režisér Francis Ford Coppola dal hlavní roli ve filmu Mládí bez mládí (2007).
V roce 2013 si zahrála po boku Daniela Brühla a Chrise Hemswortha ve filmu Rivalové, pojednávajícím o jezdcích Formule 1 - Niki Laudovi a Jamesi Huntovi.

### Osobní život
V roce 2009 se provdala za herce Sama Rileyho, s nímž hrála ve filmu Control. V roce 2014 se jim narodil syn Ben.

## Filmografie
| Rok  | Název                                    | Role                            | Poznámky                                              |
| ---- | ---------------------------------------- | ------------------------------- | ----------------------------------------------------- |
| 1994 | Stella Stellaris                         |                                 | televizní seriál                                      |
| 1995 | Ich begehre dich                         | dívka na nádraží                |                                                       |
| 1996 | Mensch, Pia!                             | Pia Mangold                     | televizní seriál                                      |
| 1997 | Faust                                    | Laura                           | televizní seriál                                      |
| 1997 | Das Vorsprechen                          | mladá herečka                   | krátký film                                           |
| 1998 | Die Bubi Scholz Story                    | mladá Renate                    |                                                       |
| 1998 | Místo činu – Případ střední školy        | Kerstin                         | televizní film                                        |
| 1998 | Die Mädchenfalle - Der Tod kommt online  | Silke Hartmann                  | televizní film                                        |
| 1999 | Südsee, eigene Insel                     | Sandra                          |                                                       |
| 1999 | Polizeiruf 110                           | Meike                           | televizní seriál, epizoda: „Sumpf“                    |
| 1999 | Sperling und der falsche Freund          |                                 | televizní film                                        |
| 2000 | Elitní zásahová jednotka                 | Nicolette                       | televizní film                                        |
| 2000 | Crazy                                    | Melanie                         |                                                       |
| 2000 | Fisimatenten                             | Hanna                           |                                                       |
| 2000 | Die Kommissarin                          | Sabine Sasse                    | televizní seriál, epizoda: „Die Geliebte des Killers“ |
| 2000 | Vertrauen ist alles                      | Jennifer Blankenburg            | televizní film                                        |
| 2001 | Tunel                                    | Charlotte 'Lotte' Lohmann       |                                                       |
| 2001 | Leo und Claire                           | Käthe Katzenberger              |                                                       |
| 2001 | Honolulu                                 | Cleonise                        |                                                       |
| 2001 | 99 Euro Films                            |                                 | segment „Privat“                                      |
| 2002 | Doktor Živago                            | Toňa                            | televizní film                                        |
| 2002 | Napoleon                                 | komtesa Marie Walewska          | televizní seriál                                      |
| 2002 | Nackt                                    | Annette                         |                                                       |
| 2002 | Psáno osudem                             | Doreen                          | televizní film                                        |
| 2002 | Was nicht passt, wird passend gemacht    | Astrid                          |                                                       |
| 2002 | Liebe und Verrat                         | Marie Irimia                    | televizní seriál                                      |
| 2003 | Ve jménu lásky a povinnosti              | princezna Amélie                | televizní film                                        |
| 2004 | Pád Třetí říše                           | Traudl Junge                    |                                                       |
| 2004 | Cowgirl                                  | Johanna „Paula“ Jakobi          |                                                       |
| 2004 | Strom přání                              | Camilla Senger                  | televizní série                                       |
| 2004 | Leise Krieger                            | Nora                            | krátký film                                           |
| 2005 | Der Fischer und seine Frau               | Ida                             |                                                       |
| 2005 | Vom Suchen und Finden der Liebe          | Venus Morgenstern               |                                                       |
| 2006 | Kde je Fred?                             | Denise Poppnick                 |                                                       |
| 2006 | Offset                                   | Brindusa Herghelegiu            |                                                       |
| 2007 | Control                                  | Annik Honore                    |                                                       |
| 2007 | I Really Hate My Job                     | Suzie                           |                                                       |
| 2007 | Youth Without Youth                      | Veronica/Laura/Rupini           |                                                       |
| 2007 | V síti CIA                               | Lili                            | televizní seriál                                      |
| 2008 | Předčítač                                | mladá Ilana Mather              |                                                       |
| 2008 | Baader Meinhof Komplex                   | Petra Schelm                    |                                                       |
| 2008 | Buffalo Soldiers: Odvaha a přátelství    | Axis Sally                      |                                                       |
| 2008 | Prach času                               |                                 |                                                       |
| 2009 | Krycí jméno: Farewell                    | Jessica                         |                                                       |
| 2009 | Osudové město                            | Deirdre Rothemund               |                                                       |
| 2009 | Vraždy v Kaifecku                        | Juliana Lukas                   |                                                       |
| 2009 | Město života                             | Natalia Moldovan                |                                                       |
| 2010 | Vzdálená čtvrť                           | Anna Verniaz rozená Zorn, matka |                                                       |
| 2010 | Je n'ai rien oublié                      | Simone Senn                     |                                                       |
| 2011 | Rubbeldiekatz                            | Sarah                           |                                                       |
| 2012 | Představ si                              | Eva                             |                                                       |
| 2012 | Noční křik                               | Livia                           |                                                       |
| 2012 | Move On                                  | Lena                            |                                                       |
| 2013 | Rivalové                                 | Marlene Lauda                   |                                                       |
| 2014 | Suite française                          | Leah                            |                                                       |
| 2016 | Vier gegen die Bank                      | Freddie                         |                                                       |
| 2016 | Nejkrásnější den                         | Mona                            |                                                       |
| 2016 | Robby a Toby                             | Sharon Schalldämpfer            |                                                       |
| 2017 | Geostorm: Globální nebezpečí             | Ute Fassbinder                  |                                                       |
| 2017 | Nur Gott kann mich richten               | Valerie                         |                                                       |
| 2017 | You Are Wanted                           | Hanna Franke                    | televizní seriál                                      |
| 2018 | Krásný nový rok, Coline Bursteade        | Hannah                          |                                                       |
| 2018 | 25 km/h                                  | Ingrid                          |                                                       |
| 2018 | Warum?                                   | Antonia                         |                                                       |
| 2019 | Alfons Zitterbacke: Das Chaos ist zurück | Louise Zitterbacke              |                                                       |
| 2019 | The Collini Case                         | Johanna                         |                                                       |
| 2021 | Kingsman: První mise                     | Emily Oxford                    |                                                       |